# 대한민국 제6대 대통령 선거 서울특별시
이 문서는 대한민국 제6대 대통령 선거의 서울특별시 지역 개표 결과이다.

## 개표 결과

### 종로구
|  | 50.47% |

|  | 46.85% |

|  | 0.85% |

|  | 0.72% |

|  | 0.61% |

|  | 0.46% |

### 중구
|  | 49.18% |

|  | 48.27% |

|  | 0.78% |

|  | 0.68% |

|  | 0.64% |

|  | 0.43% |

### 동대문구 갑
|  | 56.01% |

|  | 40.67% |

|  | 1.09% |

|  | 0.93% |

|  | 0.78% |

|  | 0.49% |

### 동대문구 을
|  | 51.85% |

|  | 44.44% |

|  | 1.23% |

|  | 0.99% |

|  | 0.87% |

|  | 0.59% |

### 성동구 갑
|  | 51.60% |

|  | 44.91% |

|  | 1.08% |

|  | 0.95% |

|  | 0.89% |

|  | 0.54% |

### 성동구 을
|  | 52.15% |

|  | 43.06% |

|  | 1.47% |

|  | 1.38% |

|  | 1.11% |

|  | 0.80% |

### 성북구 갑
|  | 50.09% |

|  | 46.96% |

|  | 0.96% |

|  | 0.80% |

|  | 0.69% |

|  | 0.48% |

### 성북구 을
|  | 49.93% |

|  | 46.26% |

|  | 1.13% |

|  | 1.04% |

|  | 1.00% |

|  | 0.62% |

### 서대문구 갑
|  | 56.78% |

|  | 40.18% |

|  | 1.01% |

|  | 0.85% |

|  | 0.73% |

|  | 0.42% |

### 서대문구 을
|  | 50.54% |

|  | 45.83% |

|  | 1.06% |

|  | 1.02% |

|  | 0.90% |

|  | 0.61% |

### 마포구
|  | 52.71% |

|  | 43.79% |

|  | 1.03% |

|  | 0.95% |

|  | 0.95% |

|  | 0.54% |

### 용산구
|  | 51.61% |

|  | 45.68% |

|  | 0.85% |

|  | 0.80% |

|  | 0.58% |

|  | 0.46% |

### 영등포구 갑
|  | 48.77% |

|  | 47.22% |

|  | 1.16% |

|  | 1.10% |

|  | 1.05% |

|  | 0.67% |

### 영등포구 을
|  | 50.21% |

|  | 45.59% |

|  | 1.24% |

|  | 1.22% |

|  | 0.99% |

|  | 0.72% |

## 전체 결과
|  | 51.28% |

|  | 45.19% |

|  | 1.08% |

|  | 0.99% |

|  | 0.86% |

|  | 0.57% |

신민당 윤보선 후보가 51.28%의 득표율을 기록하면서 서울에서 승리를 거두었다. 윤보선 후보는 지난 대선에서 65% 이상의 압도적인 득표율을 기록했지만 이번 대선에서는 그보다는 하락한 득표율을 기록했다.
민주공화당 박정희 후보는 45.19%의 득표율을 기록해 2위를 차지했다. 박정희 후보는 지난 대선에서 득표율 30%를 간신히 넘길 정도로 서울에서 부진했지만 이번 선거에서는 45%의 득표율을 기록하면서 지난 선거보다 더 좋은 성적을 거두었다.

### 주요 후보 결과
| 지역        | 윤보선 | 윤보선 | 박정희 | 박정희 |
| 지역        | 득표수 | 득표율 | 득표수 | 득표율 |
| ----------- | ------ | ------ | ------ | ------ |
| 종로구      | 42,488 | 50.47% | 39,435 | 46.85% |
| 중구        | 28,061 | 49.18% | 27,540 | 48.27% |
| 동대문구 갑 | 45,345 | 56.01% | 32,927 | 40.67% |
| 동대문구 을 | 48,537 | 51.85% | 41,600 | 44.44% |
| 성동구 갑   | 47,052 | 51.60% | 40,956 | 44.91% |
| 성동구 을   | 53,924 | 52.15% | 44,527 | 43.06% |
| 성북구 갑   | 35,409 | 50.09% | 33,194 | 46.96% |
| 성북구 을   | 51,817 | 49.93% | 48,008 | 46.26% |
| 서대문구 갑 | 40,854 | 56.78% | 28,909 | 40.18% |
| 서대문구 을 | 51,881 | 50.54% | 47,049 | 45.83% |
| 마포구      | 54,901 | 52.71% | 45,607 | 43.79% |
| 용산구      | 56,541 | 51.61% | 50,043 | 45.68% |
| 영등포구 갑 | 62,058 | 47.22% | 64,103 | 48.77% |
| 영등포구 을 | 56,848 | 50.21% | 51,615 | 45.59% |

신민당 윤보선 후보가 서울특별시의 대부분의 지역에서 승리를 거두었다. 윤보선 후보는 동대문구 갑, 서대문구 갑 등의 지역에서 10% 이상의 여유로운 승리를 거두었으며 중구와 같은 접전 지역에서도 승리를 거두었다.
민주공화당 박정희 후보는 영등포구 갑에서 승리를 거두었다. 박정희 후보는 지난 대선에서는 전 지역에서 압도적인 패배를 기록했지만 이번 대선에서는 전 지역에서 득표율이 올라 선전하는 모습을 보여주었다.

## 같이 보기
- 대한민국 제6대 대통령 선거